# Polícia Nacional de Timor-Leste
La Polícia Nacional de Timor-Leste è l'unica forza di polizia di Timor Est, rispecchia in gran parte le funzioni che aveva la polizia coloniale portoghese ed è nata su modello della Guardia Nazionale Repubblicana portoghese.

## Storia
Il PNTL nacque nel maggio 2002 quando nell'ambito della missione UNTAET (United Nations Transitional Administration in East Timor) delle Nazioni Unite.
La polizia incominciò a prendere i poteri di una vera e propria forza di polizia il 10 agosto 2001, con l'indipendenza di Timor Est il 20 maggio 2002 le Nazioni Unite trasferirono ulteriori poteri alla polizia di Timor Est, il 10 dicembre 2003 è avvenuto lo scambio di poteri tra Nazioni Unite e polizia di Timor Est.
Le Nazioni Unite hanno attivato il Timor-Leste Police Development Program nel 2003 e attivo fino al 2010 che ha il compito di istruire i poliziotti di Timor Est.
Gli istruttori della polizia provengono soprattutto dalla Guardia Nazionale Repubblicana (Portogallo), Polizia Nazionale Indonesiana (Indonesia) e Polizia Federale Australiana (Australia).